# Albert Hilton, Baron Hilton of Upton
Albert Victor Hilton, Baron Hilton of Upton, JP (* 14. Februar 1908 in South Walsham, Norfolk; † 3. Mai 1977) war ein britischer Gewerkschaftsfunktionär und Politiker der Labour Party. Seit Mai 1965 war er als Life Peer Mitglied des House of Lords.

## Leben

### Herkunft und Berufslaufbahn
Hilton stammte von einer Familie aus Norfolk ab. Er besuchte die Grundschule in Upton, unmittelbar bevor er als Landwirt zu arbeiten begann. Er war ein sportlicher Junge, der gerne Fußball spielte. Deshalb spielte er im Jahr 1932 auch in der Mannschaft der Grafschaft Norfolk. Gleichzeitig betätigte er sich seit 1932 als Laienprediger bei den Methodisten. Als Mitglied der Gewerkschaft der Landwirtschaftsarbeiter NUAW (National Union of Agricultural Workers) repräsentierte er die Gewerkschaft in Swaffham.
Seit 1936 gehörte Hilton zu den aktiven Unterstützern der Labour Party. Er wurde hauptberuflicher Verbindungsmann (Party Agent) der Labour Party für den Wahlkreis East Norfolk. In dieser Funktion war er für die Organisation der Wahlkampfkampagne für die Parlamentsnachwahl im Wahlkreis East Norfolk (East Norfolk by-election) im Januar 1939 verantwortlich. Während des Zweiten Weltkriegs diente Hilton im Royal Army Service Corps im Rang eines Corporals.
Nach dem Ende des Zweiten Weltkriegs wechselte Hilton aus der Funktionärsebene der Labour Party zur Gewerkschaft der National Union of Agricultural Workers. Dort wurde er Gewerkschaftssekretär. 1949 wurde er Friedensrichter und wurde stellvertretender Vorsitzender (Vice Chairman) des Swaffham Magistrates Court. 1951 wurde er in den Grafschaftsrat der Grafschaft Norfolk, das Norfolk County Council, gewählt.
Hilton übte seine Funktion als Gewerkschaftsfunktionär auch nach dem Beginn seiner parteipolitischen Karriere aus; im Mai 1960 wurde er Vize-Präsident (Vice President) der National Union of Agricultural Workers. Ende 1960 war er Teil einer sechsköpfigen Delegation der National Union of Agricultural Workers, die nach Rhodesien und Nyasaland reiste. 1964 wurde Hilton, nach dem Tod von Edwin Gooch, der bis zu seinem Tod Parlamentsabgeordneter für den Wahlkreis North Norfolk war, Präsident (President) der National Union of Agricultural Workers. 1965 wurde Hilton als Regierungsvertreter in die Leitung (Board) der British Sugar Corporation Ltd gewählt.

### Parteikarriere
Im Dezember 1958 kam Sidney Dye, der Parlamentsabgeordnete der Labour Party für den Wahlkreis South West Norfolk, bei einem Autounfall ums Leben. Hilton wurde als Kandidat der Labour Party für die Nachwahl nominiert; es war das erste Mal, dass Hilton für einen Parlamentssitz antrat. Hilton konzentrierte sich in dem stark rural geprägten Wahlkreis auf Themen wie die Verstaatlichung von Grundbesitz (land nationalisation) und die beabsichtigte Abschaffung von Betriebswohnungen (tied cottages), gewann die Wahl und wurde im März 1959 offiziell Mitglied des House of Commons. Bei den Britischen Unterhauswahlen 1959, wenige Monate später, gewann er den Wahlkreis erneut, jedoch nur mit einem knappen Vorsprung von 78 Stimmen.
Hilton erwies sich generell als loyaler Abgeordneter der Labour Party im Parlament. In den ersten Monaten seiner Amtszeit unterzeichnete er eine Antragsschrift, die sich gegen die Lagerung US-amerikanischer Nuklearwaffen in Großbritannien aussprach; als er erfuhr, dass dieser politische Standpunkt von der Parteiführung jedoch nicht unterstützt wurde, zog er seine Unterschrift wieder zurück. 1960 trat er öffentlich für Hugh Gaitskell bei der Wahl zum Parteivorsitzenden der Labour Party ein.
Im Oktober 1961 wurde Hilton vom Gewerkschaftsflügel der Partei in das Parteipräsidium der Labour Party gewählt und wurde Mitglied des National Executive Committee (NEC) der Labour Party; er ersetzte den früheren Vertreter der National Union of Agricultural Workers. Beim Labour-Parteitag 1963 antwortete er im Auftrag des NEC in einer Debatte um Betriebswohnungen und erklärte, dass es unter einer Labour-Regierung nicht möglich sein werde, dass ein Mieter die Zwangsräumung einer Betriebswohnung hinnehmen müsse, ohne dass ihm zuvor eine Ersatzwohnung zur Verfügung gestellt worden sei.
Hiltons Wahlkreis entfernte sich politisch mit der Zeit jedoch immer stärker von der Labour Party; bei den Britischen Unterhauswahlen 1964 verlor Hilton seinen Parlamentssitz an den Kandidaten der Conservative Party und schied im Oktober 1964 aus dem House of Commons aus.

## Mitgliedschaft im House of Lords
Am 11. Mai 1965 wurde Hilton formell zum Life Peer erhoben und wurde Mitglied des House of Lords; er trug den Titel Baron Hilton of Upton, of Swaffham in the County of Norfolk. Seine Antrittsrede hielt er am 2. Juni 1965. Er sprach in einer Debatte zur Preispolitik. Im Hansard sind Wortbeiträge Hiltons im House of Lords aus den Jahren von 1965 bis 1971 dokumentiert. Am 25. November 1971 meldete er sich in der Debatte DISEASES OF ANIMALS (AMENDMENT) BILL [H.L.] mit einem kurzen Zwischenruf letztmals zu Wort.
Seit 1966 übte er im House of Lords das Ehrenamt des „Lord in Waiting“ aus; er war Junior Whip (Fraktionschef) seiner Partei. 1966 wurde er Mitglied des East Anglia Economic Planning Council; weiters amtierte er 1967 als Vorsitzender (Chairman) des National Brotherhood Movement in der Methodist Church. 1971 führte Hilton als Fraktionschef die Fraktion der Labour Party im House of Lords bei der Abstimmung um die Bewerbung Großbritanniens zum Beitritt zu der Europäischen Gemeinschaft.

## Privates
1944 heiratete Hilton Nelly Simmons. Aus der Ehe gingen zwei Söhne hervor; beide starben vor Hilton. Seine Ehefrau starb am 3. September 1976; ein Schicksalsschlag für Hilton, von dem er sich nicht mehr erholte. Hilton starb im Mai 1977 im Alter von 69 Jahren; sein Gesundheitszustand in den Monaten vor seinem Tod war schlecht gewesen.